# Niewidzialny detektyw
Niewidzialny detektyw (ang. Topper Returns) – amerykański film z 1941 roku w reżyserii Roya Del Rutha.

## Nagrody i nominacje
| Nazwa nagrody | Wygrane            | Nominacje |
| ------------- | ------------------ | --- |
| Oscar         | 1942 bez rezultatu | 1942 Najlepsze efekty specjalne nominowani Roy Seawright, Elmer Raguse Najlepszy dźwięk Elmer Raguse Hal Roach SSD |